# Боурингов тънък сцинк
Боуринговите тънки сцинкове (Lygosoma bowringii), наричани също боурингови лигозоми, са вид дребни влечуги от семейство Сцинкови (Scincidae). Видът най-често е класифициран в род Lygosoma, но съвременни филогенетични изследвания го обособяват заедно със седем други вида в нов род Subdoluseps.
Тези сцинкове са разпространени в Югоизточна Азия – от североизточния край на Индия на запад до южен Китай на изток и по Малайския архипелаг, както и на австралийския остров Рождество. Типовото находище на вида е в Хонконг. Срещат се в местности с гъста ниска растителност, включително в места с човешко присъствие като крайпътни зони, паркове и градини.
На цвят са предимно кафяви, коремната страна е по-светла, имат тъмна ивица отстрани и светла ивица от устата към корема. Дължината им е около шест сантиметра без опашката, която е с приблизително същата дължина. Крайниците са малки, но добре развити. Малките имат яркочервена опашка, която покафенява с възрастта. Ушните отвори са малки и закръглени.
Видът е описан за пръв път от Алберт Гюнтер през 1864 година. Той му дава името на британския губернатор на Хонконг Джон Боуринг, който дарява първия образец на вида на Британския музей, и сина му Джон Чарлз Боуринг, който е любител естественик. Първоначално Гюнтер поставя вида в род Eumeces, а в следващи класификации той е поставян и в родовете Riopa и Дългокраки сцинкове (Mochlus).